# Il gabbiano Jonathan Livingston
Il gabbiano Jonathan Livingston (Jonathan Livingston Seagull) è un romanzo breve di Richard Bach, pubblicato nel 1970.
Best seller in molti paesi del mondo negli anni settanta, diventato per molti un vero e proprio cult, Jonathan Livingston è essenzialmente una favola a contenuto morale e spirituale. La metafora principale del libro, ovvero il percorso di autoperfezionamento del gabbiano che impara a volare/vivere attraverso l'abnegazione, il sacrificio e la gioia di farlo, è stata letta da diverse generazioni secondo diverse prospettive ideologiche, dalla massoneria al cattolicesimo al pensiero positivo, l'anarchismo cristiano e il New Age. Bach dichiarò che la storia era ispirata a un pilota acrobatico di nome John H. "Johnny" Livingston (Cedar Falls, Iowa, 30 novembre 1897 - 30 giugno 1974), particolarmente attivo nel periodo fra gli anni venti e trenta.

## Dedica
La dedica originale è: To the real Jonathan Seagull who lives within us all. In italiano invece la dedica è: "Al vero Gabbiano Jonathan che vive nel profondo di noi tutti".

## Trama
Per il giovane gabbiano Jonathan Livingston, il volo è l'unica ragione d'essere. Questo lo condurrà a trasgredire tutte le regole stabilite, e di conseguenza all'esilio, ma anche all'amore, ovvero alla saggezza.

### Parte prima
Jonathan è un gabbiano diverso dagli altri: mentre tutti gli altri gabbiani si affannano per trovare il cibo e sopravvivere, senza badare ad altro, lui adora volare e si allena per diventare perfetto nel volo. Per questo è rimproverato dagli altri componenti del suo stormo, lo Stormo Buonappetito, che non comprendono la sua passione per il volo, ritenendolo soltanto come una comodità per procurarsi il cibo.
Nonostante la buona volontà di Jonathan per cercare di essere un gabbiano come tutti gli altri, il suo desiderio di volare è più forte di lui, così ricomincia ad allenarsi, arrivando in poco tempo a saper compiere acrobazie mai compiute da nessun altro volatile. Fiero dei suoi risultati, Jonathan decide di mostrare allo Stormo quanto ha imparato sul volo, ma riceve solo commenti negativi dai compagni, che lo considerano un folle. Alla fine il Consiglio degli Anziani decide di esiliarlo, deplorando la sua condotta temeraria e spericolata, inappropriata per un gabbiano.
Abbandonato e solo, da quel momento Jonathan conduce la sua vita presso delle scogliere solitarie, perfezionandosi sempre di più nel volo, fino al giorno in cui, dopo una lunga vita, giunta l'ora della sua morte, viene raggiunto da due gabbiani dal candido piumaggio, più aggraziati persino di lui nel volo, che, dopo aver messo alla prova la sua abilità, lo convincono a seguirli, verso un luogo dove potrà volare molto meglio. Jonathan accetta e, diventato anche lui bianco e splendente come i suoi nuovi compagni, va via.

### Parte seconda
Arrivato nel posto di cui parlavano i due gabbiani, che inizialmente crede essere il paradiso, Jonathan vi trova altri gabbiani per i quali, come per lui, la cosa più importante è volare e scopre di poter volare molto più veloce di prima, così, sotto la guida di un gabbiano di nome Sullivan, comincia ad allenarsi per migliorare, proprio come faceva sulla Terra. È lo stesso Sullivan, insieme ad altri gabbiani, a spiegargli che quello non è il vero Paradiso, ma solo un livello di esistenza superiore a quello terrestre, transitorio, dopo il quale si passa più in alto ancora, e che tutti, prima o poi, migliorando nel volo, salgono verso un livello superiore, in un'ascesa che ha come livello ultimo la perfezione.
Pur avendo ormai raggiunto il livello di Sullivan nel volo, Jonathan comprende che volare normalmente, per quanto si vada veloci, costituisce comunque un limite, perché non permette di trovarsi in un posto nel momento esatto in cui lo si desidera, così chiede al gabbiano più anziano ed esperto del gruppo, Chiang, di insegnargli a volare alla velocità del pensiero, superando il limite del "qui ed ora", ovvero spostarsi liberamente nel tempo e nello spazio semplicemente pensandolo, cosa che soltanto il vecchio gabbiano sa fare.
Dopo molti tentativi, Jonathan riesce nel suo impegno e padroneggia il volo col pensiero, ma Chiang gli spiega che il suo cammino verso la perfezione non è finito. Pochi giorni dopo,il vecchio mentore, diventato improvvisamente splendente, svanisce per ascendere ad un livello di esistenza superiore, lasciando così il posto di mentore a Jonathan. Jonathan comincia così ad aiutare Sullivan nell'istruire i gabbiani, ma, dopo poco tempo, tormentato dal desiderio di insegnare al resto dei gabbiani terrestri tutto ciò che ha appreso, gli confessa i suoi pensieri; viene però dissuaso dall'istruttore, che lo convince che c'è maggior bisogno di lui lì, per istruire i nuovi arrivati, piuttosto che sulla Terra, dove sarebbe ignorato e mal visto.

### Parte terza
Jonathan prosegue allora nel suo ruolo di maestro, ma il desiderio di condividere la bellezza del volo con il suo vecchio stormo diventa sempre più forte, finché un giorno egli saluta tutti e ritorna sulla Terra. Qui trova un giovane gabbiano reietto appassionato di volo, come lo era stato lui: il gabbiano Fletcher Lynd, che diventa suo allievo. Le lezioni di volo di Jonathan a Fletcher non passano inosservate allo Stormo e pian piano altri gabbiani reietti si uniscono ai due per imparare, formando in poco tempo un gruppo ben nutrito. Con il tempo, sempre più gabbiani iniziano ad avvicinarsi a Jonathan, interessati a saperne di più sul volo, e si uniscono al gruppo degli allievi, sfidando la Legge dello Stormo e divenendo così reietti. Agli allievi Jonathan non dà solo semplici lezioni di volo, ma anche insegnamenti morali: spiega loro che il volo è l'espressione della libertà di ogni gabbiano e serve a diventare sempre migliori, per aspirare alla perfezione, che consiste nel comprendere il segreto dell'amore. I giovani allievi comprendono poco le parole di Jonathan, ma migliorano costantemente sotto la sua guida.
Un giorno, durante una lezione di volo, Fletcher Lynd, per evitare un giovane gabbiano che ha perso il controllo durante un'acrobazia, va a sbattere contro una roccia con tanta violenza da rimanerne tramortito. Per Fletcher, che ormai aveva imparato molto sul volo, quella è la soglia di passaggio alla dimensione superiore, dove incontra Jonathan, che gli spiega dove si trova e che cos'è quel luogo, e gli pone una scelta da compiere: rimanere nella dimensione superiore e imparare nuove tecniche di volo, continuando la sua ascesa, o tornare, per il momento, a prestare la propria opera presso lo stormo. Fletcher sceglie di tornare indietro, e così rinviene, ritrovandosi nel punto dove era svenuto. Dalla sua scelta, Jonathan capisce che il suo compagno ormai è pronto per prendere il suo posto di maestro e che la propria missione presso quel luogo è compiuta, così saluta l'amico, affidandogli la guida degli allievi e spiegandogli che da qualche altra parte ci sono altri gabbiani che hanno bisogno della sua guida, quindi sparisce nel nulla.
Il gabbiano Fletcher, inizialmente dubbioso e smarrito per la partenza del suo mentore, realizza infine di essere pronto e continua a istruire gli altri gabbiani. Conscio che un giorno, non lontano, rincontrerà Jonathan e che potrà mostrargli una o due cose riguardanti il volo.

### Parte quarta
Nell’ultima parte Jonathan non è più il protagonista perché vengono narrate le vicende avvenute dopo la sua partenza. Per tanti anni il gabbiano Fletcher insieme ai suoi allievi diffuse gli insegnamenti di libertà e di volo del loro istruttore lungo tutta la costa. Con gli anni a seguire i gabbiani facevano domande a Fletcher su Jonathan, mentre i primi allievi morivano e venivano seppelliti. Fletcher se ne andò per ultimo e quando non comparve sulla spiaggia lo stormo stabilì che doveva esser successo qualcosa e i gabbiani dello stormo iniziarono a fare dei riti per il gabbiano Jonathan e per Fletcher e sugli allievi. In meno di duecento anni ogni elemento di insegnamento di Jonathan svanì; tuttavia, grazie a un gruppo di giovani gabbiani decisi a provare qualcosa di nuovo, avviene una rinascita. Un giorno Anthony, un giovane gabbiano, si avventura in prove di velocità, deciso anche a morire pur di non trascorrere una vita futile. Mentre vola, gli passa più volte a grande velocità un gabbiano che egli decide di seguire, cercando di fermarlo, ma il gabbiano non si ferma. A un certo punto Anthony, quasi senza fiato, riesce a bloccarlo e a chiedergli chi sia perché non lo aveva mai visto nello stormo, e il gabbiano gli risponde solamente: chiamami Jon.

## Opere ispirate al romanzo
Dal romanzo è stato tratto il film Il gabbiano Jonathan, del 1973, diretto da Hall Bartlett. La colonna sonora del film è ad opera di Neil Diamond.
Björn Ulvaeus degli ABBA ha scritto la canzone Eagle in seguito alla lettura di questo romanzo.
Un Monumento al Gabbiano Jonathan Livingston di Mario Lupo del 1986, per iniziativa del Circolo dei Sambenedettesi, si trova a San Benedetto del Tronto (AP)

## Edizioni
- Richard Bach, Il gabbiano Jonathan Livingston, collana Biblioteca Universale Rizzoli, Rizzoli, 2001,  p. 108, ISBN 88-17-13162-8.